# Гай Цервоний Пап
Гай Цервоний Пап (на латински: Gaius Cervonius Papus) е политик и сенатор на Римската империя през 3 век.
През 243 г. Пап е консул заедно с Луций Аний Ариан.